# Descenso BTT
El descenso BTT es una de las disciplinas más extremas en el deporte del ciclismo, consiste en descender por circuitos con saltos, jardines de rocas, árboles y otros arbustos.
El ciclista tiene que escoger entre diferentes posibilidades de evitar los obstáculos y poder llegar a la meta lo más rápido posible. En general tiene dos circuitos, la línea corta pero más arriesgada, o la más larga pero más fácil, lo que escoja depende de su habilidad y confianza, ya que si elige la más corta y se cae perderá mucho tiempo.

## Equipamiento
Las bicicletas son mucho más robustas de lo normal en todos los aspectos y constan de suspensión delantera y trasera de entre 200 mm y 220 mm para poder soportar todos los golpes que recibe. Los frenos, a diferencia de los frenos de disco normales tienen cuatro pistones en vez de dos, y eso sirve para aplicar más fuerza al disco y recibir una mejor frenada. La potencia es muy corta comparada con la de bicicletas de otras disciplinas, al igual que el manillar que es mucho más ancho para poder girar con más agilidad
En las disciplinas más extremas del ciclismo se suele utilizar un casco integral, que para los profesionales o la gente que se lo puede permitir es de fibra de carbono, pero de lo contrario son de un plástico muy resistente a los golpes pero a su vez muy ligero, es recomendable llevar rodilleras, coderas y peto para la protección de la espalda y cuello, aunque no todos los ciclistas los utilizan en su totalidad.

## Historia de las competiciones
La primera competición de descenso con cronómetro tuvo lugar en Fairfax, California el 21 de octubre de 1976 y simplemente consistía en un camino ancho cuesta abajo. 1300 personas tardaron unos cinco minutos en bajar solo 400 m. A este circuito hoy en día se le llama “Repack Road” porque se utilizaban frenos de tambor y había que ponerles aceite muy a menudo ya que se calentaban y lo quemaban todo, a esa labor, en inglés se le llama “repack” y de ahí el nombre del circuito.
Las primeras bicis que se utilizaban para el descenso se llamaban “Klunkers” o “Paperboy bikes” que utilizaban ruedas de globo y frenos de rueda, en general eran bicicletas muy robustas diseñadas por Ignatz Schiwnn durante la gran depresión, con la finalidad de aguantar un uso que otras bicis no podrían.
Al popularizarse esta nueva modalidad, muchos de los corredores de otras disciplinas, especialmente de BMX, hablaron con sus patrocinadores para que les cambiasen el contrato y poder competir en este nuevo estilo.